# Надзвичайний банківський Акт

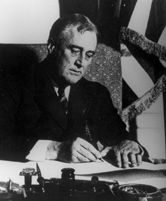
Президент Франклін Рузвельт підписує закон

Надзвичайний банківський Акт — законодавчий акт, прийнятий Конгресом США 9 березня 1933 задля стабілізація та надання допомоги банківській системі країні, яка перебувала у глибокій кризі після "Великої депресії". Починаючи з 14 лютого в багатьох штатах було оголошено вісім днів державних свят (банківські канікули), що викликали паніку серед вкладників, які почали забирати свої вкладни з банків і стали апогеєм "Великої депресії".. 6 березня оголошено чотирьохденні банківські канікули, що надало Конгресу можливість виробити та прийняти закон, проект якого було підготовлено працівниками Казначейства, ще за президентства Герберта Гувера. Новий закон дозволив федеральним резервним банкам видавати додаткову фінансову допомогу банкам, які задовольняли вимогам, висунутим до них. 
За словами Вільяма  А. Зільбера  "Надзвичайний Банківський акт 1933 року, прийнятий Конгресом 9 березня 1933, через три дні після того, як Рузвельт оголосив загальнонаціональний святковий день, в поєднанні з зобов'язанням ФРС постачати необмежену кількість валюти, щоб знову відкрилися банки, та фактично 100%-м страхуванням вкладів."
Даний акт фактично повернув довіру до банківської системи, і 13 березня, в перший робочий день банківської системи, багато вкладників стояли в чергах, щоб повернути свої вклади до банківських установ. В цей день вперше на Нью-Йоркській фондовій біржі було зареєстровано зростання індексу Доу Джонса з початку "Великої депресії".
У березні 1933 президент Франклін Рузвельт підписав виконавчий наказ 6102, який вводив кримінальну відповідальність за зберігання монетарного золота приватними особами, партнерствами чи корпораціями  Конгрес прийняв аналогічну резолюцію в червні 1933.
Акт був терміновою реакцією на стан банківського сектору, але мав також і довготривалі наслідки, наприклад створення Федеральної корпорації страхування депозитів.